# أورورا ووكر
أورورا ووكر (بالإسبانية: Aurora Walker)‏ هي ممثلة مكسيكية، ولدت في 1904 بمدينة مكسيكو في المكسيك، وتوفيت في 1964.

## وصلات خارجية
- أورورا ووكر على موقع IMDb (الإنجليزية)
- أورورا ووكر على موقع ألو سيني (الفرنسية)
- أورورا ووكر على موقع أول موفي (الإنجليزية)
- أورورا ووكر على موقع قاعدة بيانات الأفلام السويدية (السويدية)
- أورورا ووكر على موقع قاعدة بيانات الفيلم (الإنجليزية)
- أورورا ووكر على موقع كينوبويسك (الروسية)